# Неверов, Александр Николаевич
Александр Николаевич Неверов (1862—1937) — российский государственный деятель, сенатор, тайный советник. Губернатор Акмолинской области.

## Биография
Родился 4 (16) июня 1862 года в селе Песчанка, Казацкой волости Старооскольского уезда Курской губернии.
В 1882 году окончил физико-математический факультет Императорского Харьковского университета.
В 1887 году был избран мировым судьёй Старооскольского уезда; 1 сентября 1890 года назначен земским начальником Старооскольского уезда, а 21 декабря 1892 года — членом Курской губернской земской управы; 14 октября 1893 года назначен членом Курского губернского присутствия; 5 июня 1894 года произведён в коллежские асессоры, 7 августа 1899 года в — надворные советники.
С 1902 года назначался старшим чиновником особых поручений, исполняющим обязанности делопроизводителя 2-го делопроизводства канцелярии и управляющим канцелярией при Киевском, Подольском и Волынском генерал-губернаторе; 6 сентября 1902 года был произведён в коллежские советники, 6 декабря 1905 года — в статские советники, 6 декабря 1907 года — в действительные статские советники
С 1910 по 1915 годы — губернатор Акмолинской области.
В 1915 году — управляющий Земским отделом МВД, в следующем году — товарищ министра земледелия. В 1916 году был назначен сенатором.
С 1919 года находился во ВСЮР, был ревизором лечебно-санаторных учреждений на Юге России.  
Входил в состав Высшей комиссии правительственного надзора, которая была создана 12 (25) сентября 1920 года в Севастополе приказом № 3626 генерал-лейтенанта барона П. Н. Врангеля из надежных сановников (председатель — генерал Э. В. Экк, сенаторы А. Н. Неверов, С. Н. Трегубов, Н. И. Ненарокомов, генерал-лейтенант А. С. Макаренко, генералы П. И. Залесский и В. В. Беляев) с целью рассмотрения жалоб и сообщений о всех «особо важных преступных деяниях по службе государственной или общественной и серьёзных непорядках в отдельных отраслях управления», а также прошений на имя главнокомандующего. 
После разгрома Белой армии эмигрировал. Был старостой православного храма в г. Бийянкур; принимал активное участие в строительстве здания церкви. Скончался 17 января 1937 года в г. Петров град (Югославия). 

## Награды
- орден Св. Станислава 3-й ст.
- орден Св. Анны 3-й ст.
- орден Св. Станислава 2-й ст.
- орден Св. Анны 2-й ст. (1901)
- орден Св. Владимира 4-й ст.
- орден Св. Владимира 3-й ст. (1911)
- орден Св. Станислава 1-й ст. (1912)